# Coppa del Re 1909
La Copa del Rey 1909 fu la settima edizione della Coppa del Re, e mise in palio un arcaico titolo di campione di Spagna.
Dopo la travagliata edizione precedente, si optò sull'eliminazione diretta in modo da rendere più snella e meno costosa la partecipazione al torneo, ottenendo così l'adesione dei catalani del Barcellona, mente invece non parteciparono i detentori del Madrid che erano sprofondati nel campionato castigliano.
La competizione ebbe inizio il 4 aprile e si concluse l'8 aprile del 1909 con la finale giocata a Madrid in cui il Club Ciclista conquistò la sua prima Coppa del Re.

## Eliminatoria basca
|                 | Risultato |               |
| --------------- | --------- | ------------- |
| Athletic Bilbao | 2 - 4     | Club Ciclista |

## Semifinali
|                | Risultato |            |
| -------------- | --------- | ---------- |
| Español Madrid | 3 - 2     | Barcellona |
| Club Ciclista  | 2 - 0     | Galicia FC |

## Finale
| Arbitro: | Almasqué |

|                                            |           |           |
| MacGuinness 30’ (rig.) Simmons 47’ M. Sena | Marcatori | J. Giralt |